# Autobús escolar

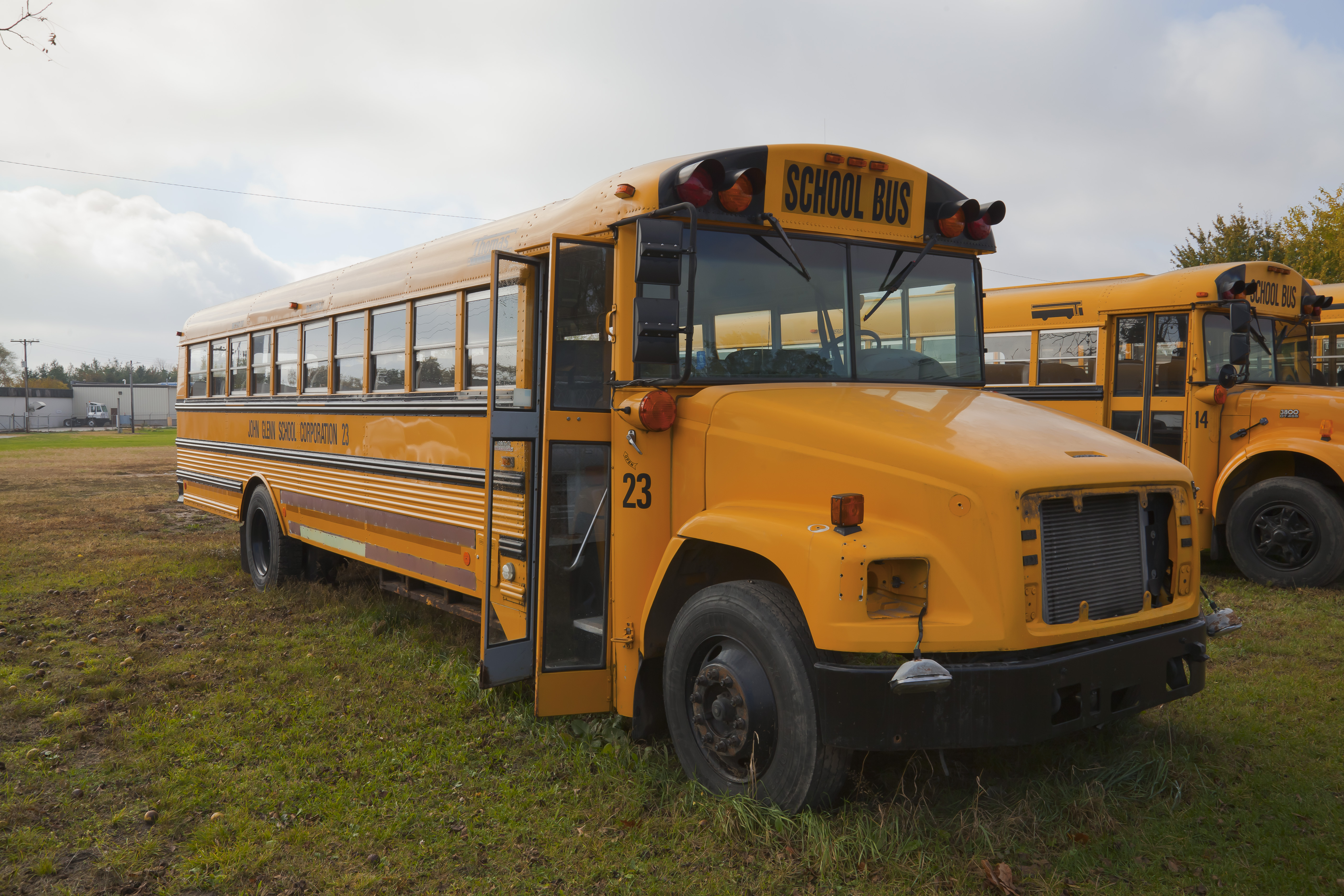
Autobús escolar Norteamericano

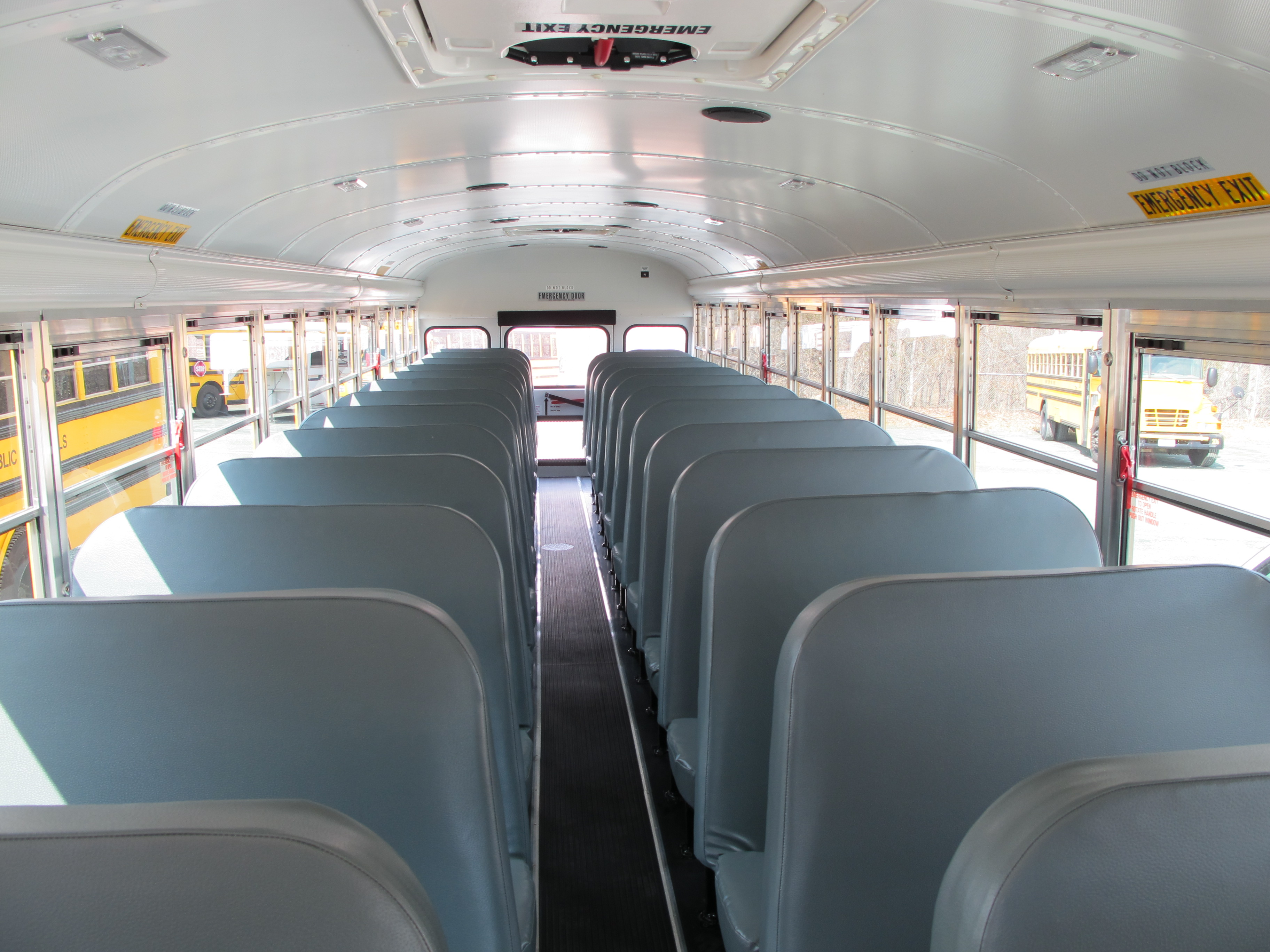
Interior de un Autobús Escolar

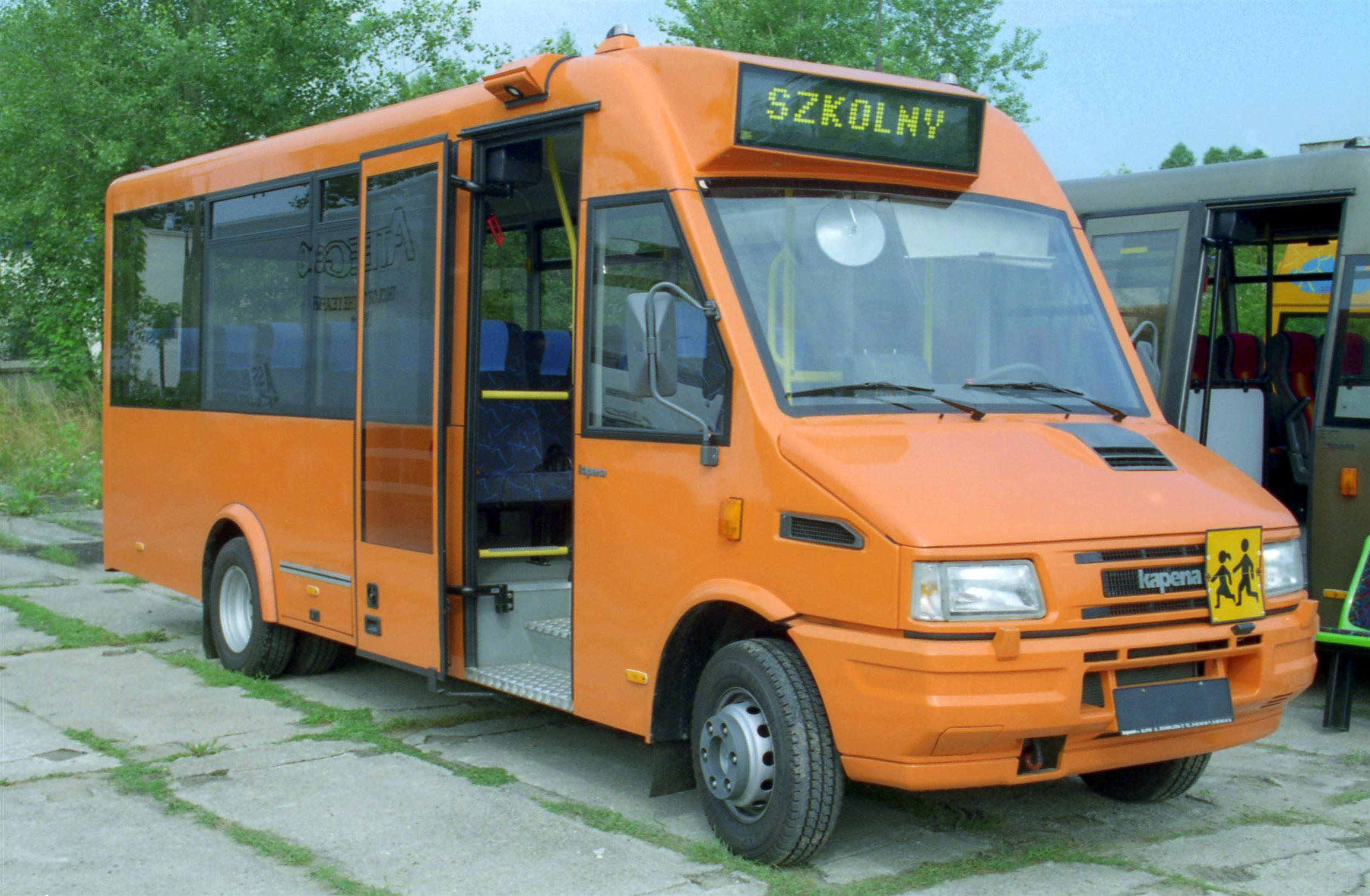
Autobús escolar en Polonia.

Un autobús escolar (también conocido como bus escolar u ómnibus escolar) es un autobús de servicio de transporte para los alumnos de escuelas primarias. Se trata por lo general de autobuses pequeños o medianos, por lo general de color amarillo o naranja.[cita requerida] Están equipados con asientos más pequeños que uno cerca de la puerta principal, reservada para el profesor supervisor.

## Generalidad
El servicio puede ser público, privado o compartido con los miembros de las propias escuelas. Los estudiantes serán recibidos y acompañados de un cierto tiempo en los puntos de parada preestablecidos. En algunas ciudades se establecen líneas especiales para los autobuses escolares.

## Uso

LionC, Canada, 2024.

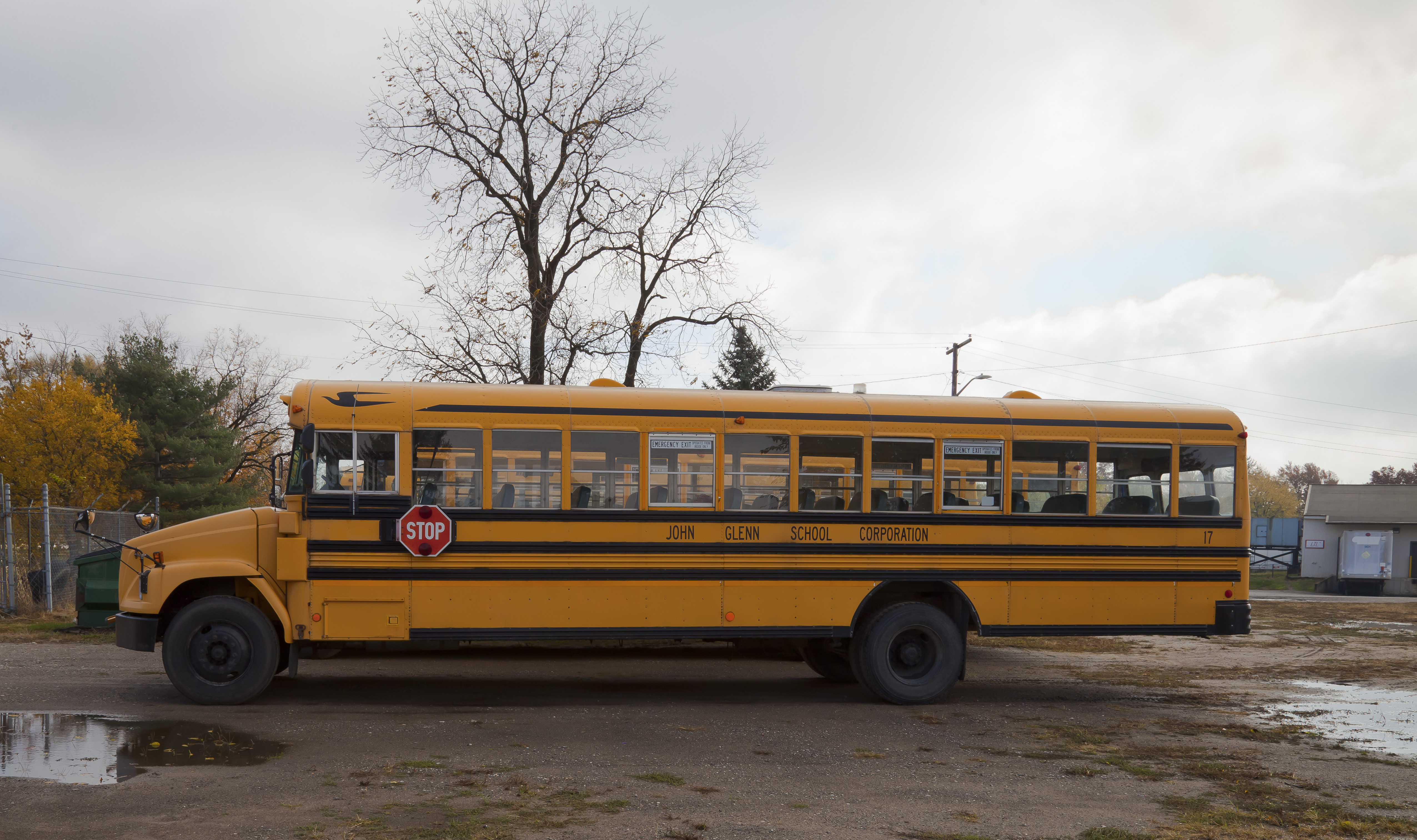
Típico autobús escolar de Estados Unidos.

En Estados Unidos se debe enviar una solicitud de servicio y el pago. Los estudiantes de la escuela pueden utilizar:
- Infantil (3, 4, 5 años)
- Elemental (6, 7, 8, 9, 10 años)
- Medio (11, 12, 13)

Además de que el conductor necesitaría en el vehículo de la presencia de una segunda persona (acompañante) para facilitar las operaciones de ascenso y descenso de los niños. Esta cifra es obligatoria por ley sólo para guarderías. Así que para los alumnos de 6 años y el proveedor de servicio es la entidad puede optar por utilizar o no un segundo adulto a bordo, además del conductor del vehículo.

## Normativa

### España
Se encuentra regulado por el Real Decreto 443/2001, de 27 de abril, sobre condiciones de seguridad en el transporte escolar y de menores.
El Real Decreto 443/2001, de 27 de abril establece las condiciones de seguridad en el transporte escolar y de menores, donde se tratan aspectos como antigüedad de los vehículos, características técnicas, inspección.
- Los vehículos no rebasarán los 16 años de antigüedad.
- Irán señalizados con el indicativo de transporte escolar en la parte anterior y posterior del vehículo. En la documentación deberá figurar que ha superado una inspección técnica anual si tiene menos de 5 años, y semestral si supera esa antigüedad; que dispone de un seguro obligatorio y otro complementario que cubra la responsabilidad civil por daños y perjuicios; y contar con una autorización especial para el transporte escolar.
- El autobús debe disponer de plazas para personas con discapacidad.
- El piso del vehículo no puede ser deslizante y los bordes de la escalera deben ser de colores vivos.
- Las puertas deben disponer de barras para facilitar las operaciones de subida y bajada.
- Los asientos ubicados frente a huecos de escalera, o aquellos que no estén protegidos por el respaldo de otro, deben contar con un elemento fijo de protección. Si estos asientos van ocupados por niños de 5 a 11 años, los cinturones tendrán tres puntos de anclaje y dispondrán de cojines elevadores.
- La duración máxima del tiempo de viaje en cada sentido no debe exceder de 1 hora.

Desde 2007 la directiva comunitaria establece que todos los autobuses nuevos deben de llevar obligatoriamente cinturones de seguridad.
Un menor sin ningún tipo de seguridad, multiplica por cinco las posibilidades de sufrir lesiones mortales y nueve de cada diez lesiones infantiles graves son mortales, estas lesiones se podrían evitar sí se utilizara el cinturón de seguridad.